# Doris Roberts
Doris May Roberts (San Luis, Misuri, 4 de noviembre de 1925-Los Ángeles, 17 de abril de 2016) fue una actriz estadounidense. A lo largo de sus 70 años de carrera, trabajó en cine, teatro y televisión. Era conocida por interpretar el papel de Marie Barone en Everybody Loves Raymond (1996-2005).

## Biografía

### Primeros años
Doris Roberts nació en noviembre de 1925 en St. Louis, Misuri. Hija de Ann y Larry Meltzer. Su padre abandonó a la familia cuando ella era pequeña, siendo criada por su madre y su padrastro, Chester H. Roberts, en el barrio del Bronx, en Nueva York. 
El primer marido de Roberts fue Michael Cannata; se divorciaron en 1962. Su hijo, Michael Cannata Jr. (nacido en 1957) es el administrador de Roberts, y es el padre de sus tres nietos: Kelsey, Andrés, y Devon. Su segundo marido fue el escritor William Goyen. Estuvo casada con Goyen desde 1963 hasta su muerte por leucemia el 30 de agosto de 1983.

### Carrera
Estudió en la Universidad de Nueva York, debutando en Broadway con el clásico de William Saroyan "The Time of Your Life", en 1955. 
Previamente había comenzado su carrera en la televisión en 1952 con un papel estelar en la serie de TV "Studio One" y apariciones en "The Naked City" (1952). A pesar del reconocimiento de su innata habilidad para la interpretación, decidió que necesitaba formación profesional, y entró en el afamado Actors Studio, donde tuvo como compañera a Marilyn Monroe. Continuando con su trabajo en la televisión, Roberts tuvo roles principales o como invitada en "Ben Casey" (1963), "The Defenders" (1962 - 1963), "Angie" (1979-1980), "St. Elsewhere" (1982), o "Remington Steele" (1983-1987). 
Roberts también trabajó como artista invitada en numerosas series como "El Show de Mary Tyler Moore", "Rhoda", "Dream On", "Nido vacío", "Perfect Strangers", "Barney Millar", "Mary Hartman", "Soap", "Full House" y "Se ha escrito un crimen". 
En 1961, comenzó su carrera cinematográfica en "Something Wild", y en 1968 participó en las cintas "A Lovely Way to Die" y "No Way to Treat a Lady". 
En 1971, estelarizó tres películas: "Such Good Friends", "Little Murders", y "A New Leaf" con Walter Matthau. Más tarde en 1978, protagonizó el film "Ruby and Oswald", y también apareció brevemente en "The Rose" junto a Bette Midler. 
También trabajó en películas de televisión como "A Thousand Men and a Baby" (1997), "A Time To Heal" (1994), "Blind Faith" (1990), "El Diario de Ana Frank" (1980), "It Happened One Christmas" (1977), "Carta a tres esposas" (1985), "Ordinary Heros" (1986), y "Sons of Mistletoe" (2001). En 2003, hizo una aparición especial como la abuela del Gordo en la serie de Disney, Lizzie McGuire.
En la última década, Roberts se hizo bien conocida por su interpretación de la entrometida, insufrible y manipuladora Marie Barone en la serie de comedia "Everybody Loves Raymond" (1996-2005). Doris obtuvo el papel en un casting que incluyó a más de 100 aspirantes; y por ese trabajo fue nominada siete veces a los premios Emmy, habiéndolo ganado en cuatro oportunidades. Otro premio Emmy lo ganó por su participación en la serie dramática "St. Elsewhere" donde interpretaba a una mujer sin techo. 
Roberts fue una persona activa en los servicios comunitarios y fundadora de la asociación Children Affected By AIDS y Puppies Behind Bars. Durante tres años seguidos, se convirtió en productora de "A Night of Comedy", en la que reunió a las mejores estrellas de la comedia para recaudar cientos de miles de dólares para apoyar la asociación Children Affected By AIDS. Con Puppies Behind Bars, ayudó a transmitir un nuevo sentido de la humanidad y la responsabilidad a los presos proporcionándoles mascotas.
Roberts fue nombrada Embajadora Cultural por el Departamento del Estado de EE. UU. y viajaba a países subdesarrollados para hablar a los jóvenes sobre la esperanza. En 2004, el Secretario de Estado, Colin Powell, le concedió un premio humanitario.
Por sus esfuerzos humanitarios recibió la Medalla de Honor Ellis Island el 7 de mayo de 2011.

### Everybody Loves Raymond
Everybody Loves Raymond es una sitcom o comedia de situación estadounidense transmitida y producida por CBS, y protagoniza por Ray Romano, Patricia Heaton, Brad Garrett, Peter Boyle y Doris Roberts. Roberts logró su mayor fama por su papel de Marie Barone en esta serie. Por su trabajo en la serie, fue nominada a siete premios Emmy (y ganadora cuatro veces) a la Mejor Actriz de Reparto en una Serie de Comedia, ya que fue presuntamente una de las 100 actrices consideradas para el papel. 
Roberts recibió una estrella en el Hollywood Walk of Fame, gracias a los premios que ha recibido por interpretar a Marie Barone. Desde 2011 fue seleccionada por el prestigioso Instituto Americano del Cine como una de las cinco actrices del año y además considerada como una de las mejores actrices del mundo. 
La sitcom habla de la vida de la familia italo-americana de Ray Barone, un periodista deportivo de Lynbrook, Long Island, quien vive junto a su esposa, Debra Barone, su hija, Ally, y los gemelos, Geoffrey y Michael. Los padres de Ray, que viven enfrente de su casa, y su hermano Robert se entrometen constantemente en su vida, creando conflictos y situaciones cómicas. A pesar de que trata de una familia con niños pequeños, Everybody Loves Raymond no es una comedia familiar usual, ya que trata más bien de las complejas relaciones entre hombres y mujeres, y de unas generaciones con otras.

### Otros trabajos
Roberts fue una amante y defensora de los animales, que ha trabajado con el grupo Puppies Behind Bars que trabaja con los internos en la formación de perros guía y perros de asistencia para personas con discapacidad y de edad avanzada, así como perros adiestrados en la detección de explosivos para ser utilizados por el ATF y otras leyes los organismos de represión. Ella también fue miembro activo de la Fundación de Niños con SIDA, de los cuales se ha desempeñado como presidenta. Vivía en Los Ángeles en una casa que perteneció al actor James Dean.
Apareció en numerosos espectáculos de Broadway incluyendo The Desk Set (con Shirley Booth), de Neil Simon, The Last of the Red Hot Lovers (James Coco y Linda Lavin) y Bad Habits de Terrence McNally. Participó en actos extraordinarios de McNally de la devoción en el teatro de LaJolla en junio de 2009.

### Fallecimiento
Michael Cannata, el hijo de Doris Roberts, confirmó al medio especializado Deadline el fallecimiento de su madre, de noventa años, por causas naturales, mientras que el portal dedicado a información de famosos TMZ aseguró que la muerte de la intérprete se produjo en Los Ángeles (EE. UU.)

## Premios y nominaciones
Premios Emmy
| Año  | Trabajo                 | Categoría                                             | Resultado |
| ---- | ----------------------- | ----------------------------------------------------- | --------- |
| 1983 | St. Elsewhere           | Mejor Actriz de Reparto en una Serie de Drama         | Ganadora  |
| 1985 | Remington Steele        | Mejor Actriz de Reparto en una Serie de Drama         | Nominada  |
| 1989 | Perfect Strangers       | Actriz Invitada Sobresaliente en una Serie de Comedia | Nominada  |
| 1991 | The Sunset Gang         | Mejor Actriz de Reparto en una Miniserie o Especial   | Nominada  |
| 1999 | Everybody Loves Raymond | Mejor Actriz de Reparto en una Serie de Comedia       | Nominada  |
| 2000 | Everybody Loves Raymond | Mejor Actriz de Reparto en una Serie de Comedia       | Nominada  |
| 2001 | Everybody Loves Raymond | Mejor Actriz de Reparto en una Serie de Comedia       | Ganadora  |
| 2002 | Everybody Loves Raymond | Mejor Actriz de Reparto en una Serie de Comedia       | Ganadora  |
| 2003 | Everybody Loves Raymond | Mejor Actriz de Reparto en una Serie de Comedia       | Ganadora  |
| 2004 | Everybody Loves Raymond | Mejor Actriz de Reparto en una Serie de Comedia       | Nominada  |
| 2005 | Everybody Loves Raymond | Mejor Actriz de Reparto en una Serie de Comedia       | Ganadora  |

Viewers for Quality Television Awards
| Año  | Trabajo                 | Categoría                                       | Resultado |
| ---- | ----------------------- | ----------------------------------------------- | --------- |
| 1998 | Everybody Loves Raymond | Mejor Actriz de Reparto en una Serie de Comedia | Ganadora  |
| 1999 | Everybody Loves Raymond | Mejor Actriz de Reparto en una Serie de Comedia | Ganadora  |
| 2000 | Everybody Loves Raymond | Mejor Actriz de Reparto en una Serie de Comedia | Ganadora  |

Premios del Sindicato de Actores
| Año  | Trabajo                 | Categoría                                                  | Resultado |
| ---- | ----------------------- | ---------------------------------------------------------- | --------- |
| 1999 | Everybody Loves Raymond | Mejor Interpretación de un Reparto en una Serie de Comedia | Nominada  |
| 2000 | Everybody Loves Raymond | Mejor Interpretación de un Reparto en una Serie de Comedia | Nominada  |
| 2002 | Everybody Loves Raymond | Mejor Interpretación de un Reparto en una Serie de Comedia | Nominada  |
| 2003 | Everybody Loves Raymond | Mejor Interpretación de un Reparto en una Serie de Comedia | Ganadora  |
| 2004 | Everybody Loves Raymond | Mejor Interpretación de un Reparto en una Serie de Comedia | Nominada  |
| 2005 | Everybody Loves Raymond | Mejor Interpretación de un Reparto en una Serie de Comedia | Nominada  |
| 2006 | Everybody Loves Raymond | Mejor Interpretación de un Reparto en una Serie de Comedia | Nominada  |

American Comedy
| Año  | Trabajo                 | Categoría                               | Resultado |
| ---- | ----------------------- | --------------------------------------- | --------- |
| 1999 | Everybody Loves Raymond | Actriz favorita en una Serie de Comedia | Ganadora  |
| 2000 | Everybody Loves Raymond | Actriz favorita en una Serie de Comedia | Nominada  |

Premios TV Guide
| Año  | Trabajo                 | Categoría                                       | Resultado |
| ---- | ----------------------- | ----------------------------------------------- | --------- |
| 2001 | Everybody Loves Raymond | Mejor Actriz de Reparto en una Serie de Comedia | Ganadora  |

Angeles Weekly
| Año  | Trabajo | Categoría                             | Resultado |
| ---- | ------- | ------------------------------------- | --------- |
| 2002 | Teatro  | Mejor actuación en una obra de teatro | Ganadora  |

Premios AFI, USA
| Año  | Trabajo                 | Categoría                                       | Resultado |
| ---- | ----------------------- | ----------------------------------------------- | --------- |
| 2002 | Everybody Loves Raymond | Mejor Actriz de Reparto en una Serie de Comedia | Nominada  |

Premios Satellite
| Año  | Trabajo                 | Categoría                                  | Resultado |
| ---- | ----------------------- | ------------------------------------------ | --------- |
| 2003 | Everybody Loves Raymond | Mejor actriz de serie de comedia o musical | Ganadora  |

## Filmografía
- The Time of Your Life (1955)
- Something Wild (1961)
- Barefoot in the Park (1967)
- No Way to Treat a Lady (1968)
- The Honeymoon Killers (1970)
- A New Leaf (1971)
- Such Good Friends (1971)
- The Taking of Pelham One Two Three (1974)
- The Mary Tyler Moore Show (1975)
- Hester Street (1975)
- Mary Hartman, Mary Hartman (1976-1978)
- It Happened One Christmas (1977)
- Jennifer: A Woman's Story (1979 TV)
- Good Luck, Miss Wyckoff (1979)
- The Rose (1979)
- The Diary of Anne Frank (1980)
- Angie (1979-1980)
- Ordinary Heroes (1986)
- Love in the Present Tense (1986)
- Remington Steele (1982-1987)
- Number One with a Bullet (1987)
- Simple Justice (1989)
- National Lampoon's Christmas Vacation (1989)
- Full House (1989)
- Blind Faith (1990)
- A Mom for Christmas (1990)
- Used People (1992)
- The Grass Harp (1995)
- Everybody Loves Raymond (1996-2005)
- All Over the Guy (2001)
- Dickie Roberts: Former Child Star (2003)
- Grandma's Boy (2006)
- Our House (2006 TV)
- Keeping Up with the Steins (2006)
- Play the Game (2009)
- Aliens in the Attic (2009)
- Mrs Miracle (2009)
- Debbie Macomber's Mrs. Miracle (2009)
- Another Harvest Moon (2009)
- Call Me Mrs. Miracle (2010)
- The Middle (2010-2011)
- Grey's Anatomy (2011)
- Hot In Cleveland (2011)
- Phineas and Ferb: Across the 2nd Dimension (2011)
- Margarine Wars (2011)
- Directa al corazón (2014)

## Libros
- Are You Hungry, Dear? Life, Laughs, and Lasagna" (2005)